# Szabadkai repülőtér
A szabadkai repülőtér (IATA: SUB, ICAO: LYSU) közel Szabadka városához található, másik ismert nevén „Bikovo Airport”, melyet Békova község szerb nevéről kapott. A repülőtér elsősorban sportcélokat szolgál ki. 
Népszerű több repüléshez kapcsolódó sportág körében, a siklóernyős biatlon szerelmeseinek kedvelt versenyhelyszíne. A kifutópályája 1200 méter hosszú és 100 méter széles fűvel borított.

## Futópályák
A repülőtér futópályái:
- 15/33 (1200 m, 100 m, szárazföld)

## Fordítás
- Ez a szócikk részben vagy egészben  a   Subotica Airport című angol Wikipédia-szócikk ezen változatának fordításán alapul.  Az eredeti cikk szerkesztőit annak laptörténete sorolja fel. Ez a jelzés csupán a megfogalmazás eredetét és a szerzői jogokat jelzi, nem szolgál a cikkben szereplő információk forrásmegjelöléseként.